# Vlamertinge

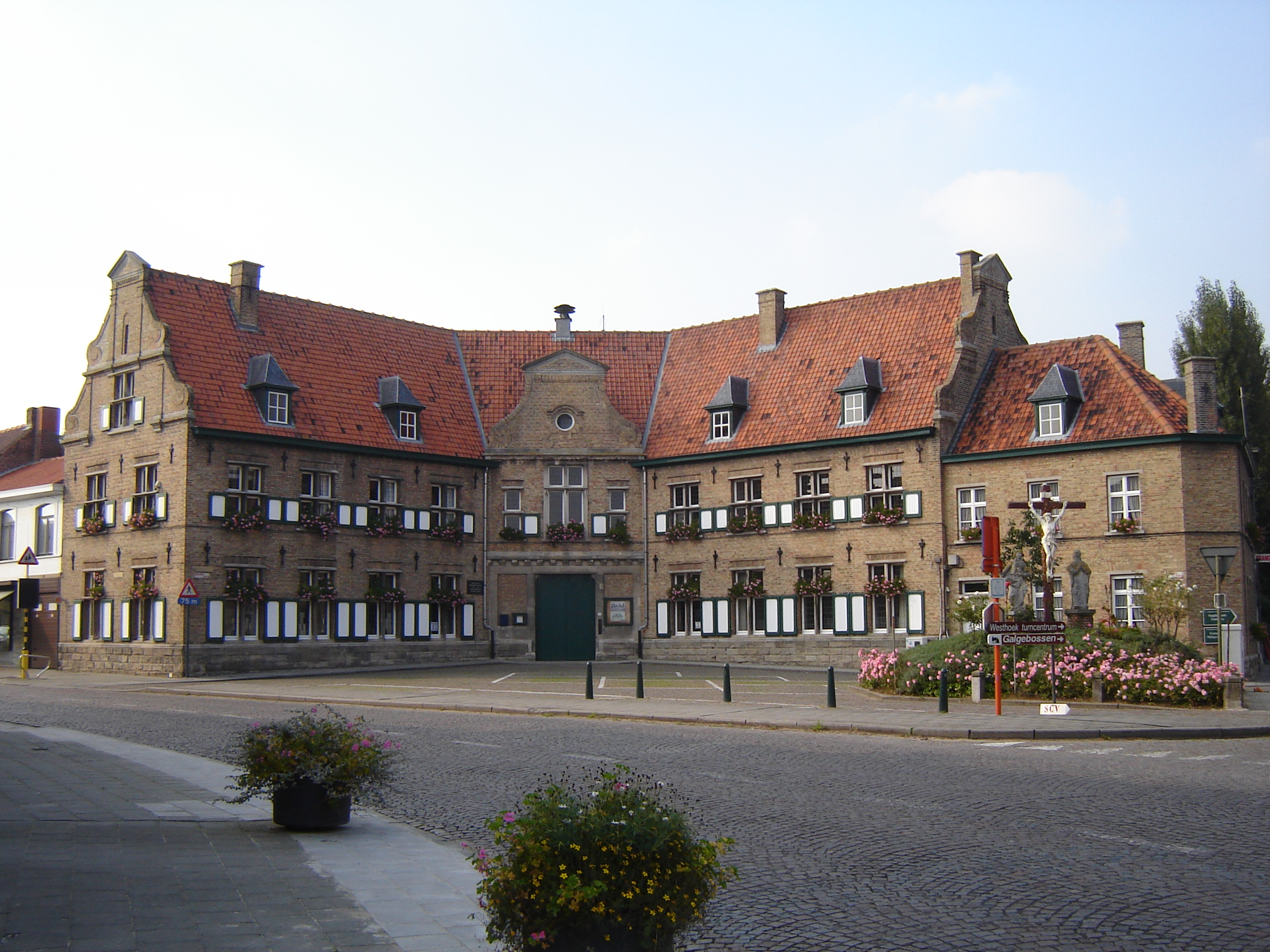
ehemaliges Rathaus von Vlamertinge

Vlamertinge ist ein Stadtteil der Stadt Ypern in Belgien. Das Dorfzentrum von Vlamertinge liegt etwas außerhalb des Stadtzentrums von Ypern, entlang der Hauptstraße N38 zur nahe gelegenen Stadt Poperinge. Neben dem Stadtzentrum von Ypern selbst ist Vlamertinge der größte Bezirk von Ypern. Im Westen von Vlamertinge, an der Straße nach Poperinge, liegt der Weiler Brandhoek.

## Geschichte

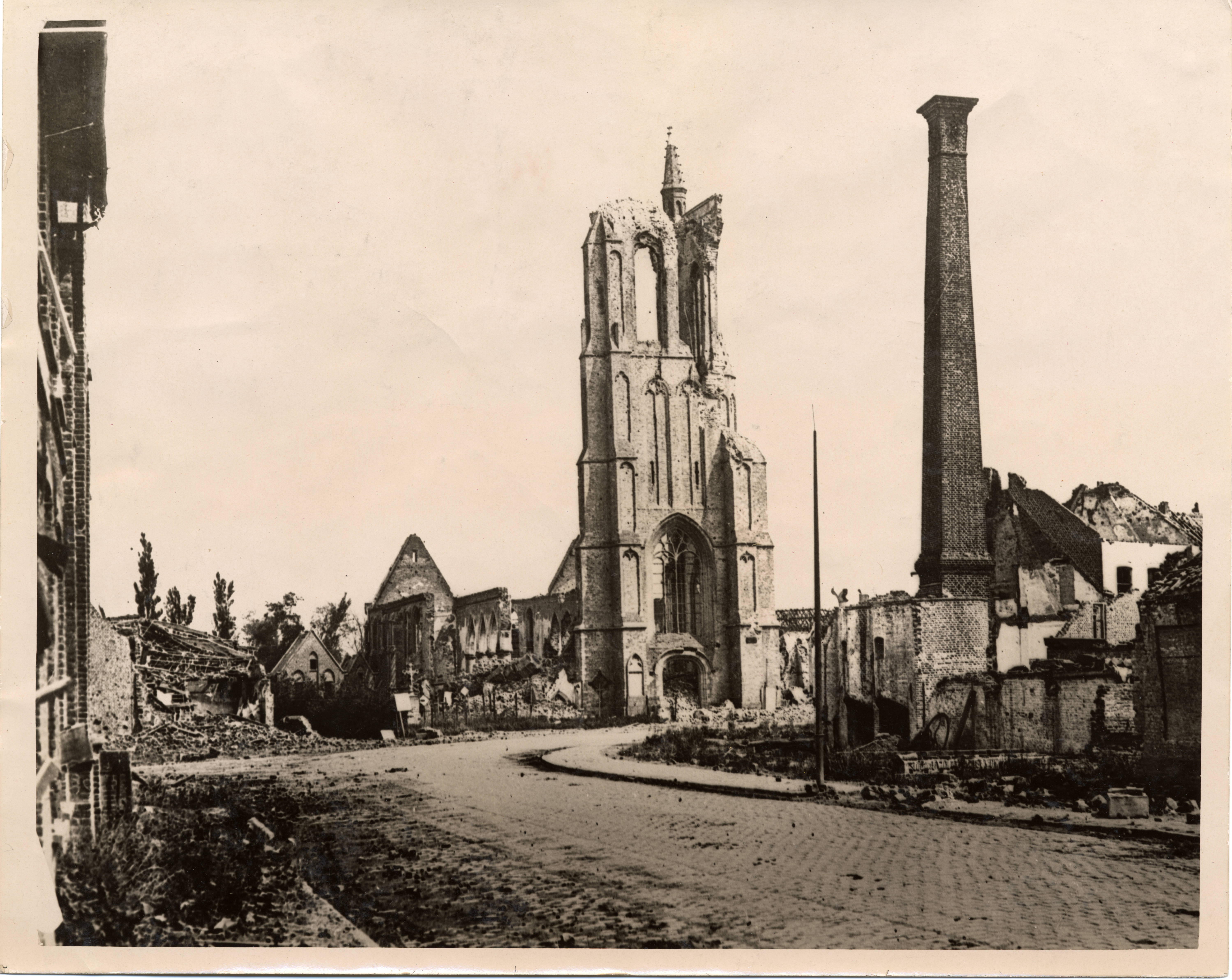

Die frühesten Daten über Vlamertinge stammen aus dem Mittelalter. Im Jahr 857 wurde in Vlamertinge eine Kapelle errichtet. Im Jahr 970 wurde Ypern zerstört und die Kapelle von Vlamertinge niedergebrannt. Das älteste bekannte Dokument, das den Namen Flambertenges trägt, ist eine Urkunde des Jahres 1066. Baudouin van Lille, Graf von Flandern, seine Frau Adela und ihr Sohn Baudouin, gaben in dieser Tat der Kirche und dem Kapitel Güter von Sint-Pieters in Lille. Diese Waren waren unter anderem ein Zehntel in Elverdinge und auch ein Zehntel in Vlamertinge – "In territorio Furnensi, in villa Elverzenges, decinam unam ; Flambertenges decinam similiter unam ".
Unter dem Ancien Régime hatte Vlamertinge unter der Belagerungen des nahegelegenen Ypern zu leiden.

## Etymologie
Vlamertinge würde von Flambert (ein Name) + inga (Sohn, Nachkomme von (Genitiv)) + Haus (Wohnort) kommen. Die ältesten bekannten Schreibweisen von Vlamertinge sind heute: Flembertenges (1066), Flamertingha (1123), Flambertinghes (1142), Flamertinge (1154), Flamertinga (1185), Flamertinghe (1200), Flambertengues (1202), Flamertinghes (1238), Flamertinges (1269), Vlamertinghe (1272), Vlamertinghes (1275), Flamertenghe (1275), Vlamertincghe (1280) usw.

## Geographie
Vlamertinge liegt 17 Meter über dem Meeresspiegel. Die Gemeinde grenzt auch an Ypern im Osten, Voormezele im Südosten, Kemmel und Dikkebus im Süden, Reningelst im Südwesten, Poperinge im Westen, Elverdinge im Norden und Brielen im Nordosten.

## Einwohnerentwicklung
Von 1487 bis 1697 erleben wir einen starken Bevölkerungsrückgang in Vlamertinge. Die plausibelste Erklärung dafür wäre der Achtzigjährige Krieg in den Niederlanden gewesen. Während des Ersten Weltkriegs sehen wir, dass die Bevölkerung wieder zurückfällt. Dies liegt daran, dass Ypern, damals eine Frontstadt, stark bombardiert wurde und auch Vlamertinge sehr unter diesen Bombenangriffen litt.

## Wirtschaft
In Vlamertinge gibt es 70 bis 80 Geschäfte. In Vlamertinge gibt es eine große Firma Valcke, die Betonkonstruktionen macht und somit auch vielen Menschen im Dorf Beschäftigung bietet.

## Politik
Vlamertinge hatte einen eigenen Gemeinderat und Bürgermeister bis zu den Fusionen von 1977. Bürgermeister waren:
- 1796–1799: Joannes Gontier
- 1799–1806: François Ignace Gryson
- 1806–1820: Jean Ignace Onraet
- 1820–1836: Lucien Boedt
- 1836–1842: Joseph Verminck
- 1843–1862: Dominique van Zuylen van Nyevelt
- 1862–1895: Jules Veys
- 1896–1909: Amand Vandaele
- 1910–1927: Evarist Vande Lanoitte
- 1927–1928: Marcel Vandenbulcke (dienstdoende burgemeester)
- 1928–1947: Florentin Bouton
- 1941–1944: Rafaël Six (oorlogsburgemeester)
- 1947–1952: Usmar Bonte
- 1953–1970: Julien Bouton
- 1970–1976: Georges Platteau

## Sehenswürdigkeiten
- St. Vedastus

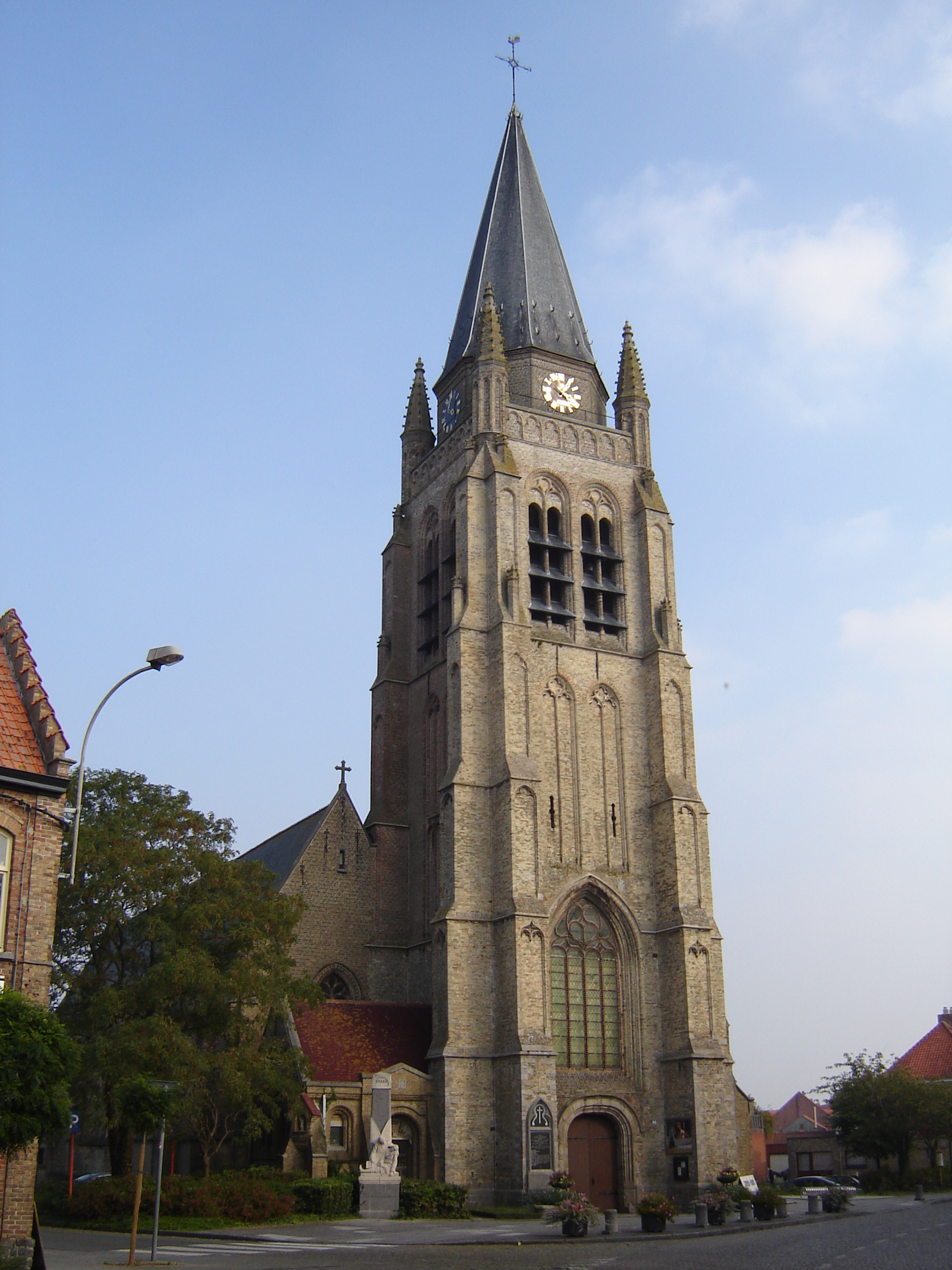
Sint Vedastuskerk

- Das ehemalige Rathaus von Vlamertinge aus dem Jahr 1922 im flämischen Neorenaissance-Stil
- Das Schloss von Vlamertinge oder Schloss du Parc wurde in den Jahren 1857–1858 im Auftrag des Vicomte Pierre-Gustave du Parc nach einem Entwurf von Joseph Schadde erbaut.
- In Vlamertinge gibt es eine Reihe von britischen Soldatenfriedhöfen aus dem Ersten Weltkrieg:
  - Brandhoek Military Cemetery
  - Red Farm Military Cemetery
  - Vlamertinghe Military Cemetery
  - Vlamertinghe New Military Cemetery
  - Railway Chateau Cemetery
  - Divisional Cemetery
  - Brandhoek New Military Cemetery
  - Brandhoek New Military Cemetery No. 3
  - Hop Store Cemetery

## Sport
Der Fußballverein KSK Vlamertinge ist seit den 1930er Jahren Mitglied des belgischen Fußballverbandes und in der Provinzserie aktiv.

## Spitzname
Man spricht von "Vlamertingse Pottebrekers" (Vlamertinger Pottbrechern), und die Töpfe, die hier gemeint sind, sind offensichtlich Biertöpfe.

## Bekannte Bewohner
- Georges Six (1887–1952), römisch-katholischer Ordensgeistlicher, Apostolischer Vikar von Léopoldville

## Ehrenbürger
- Jan Hoet (erste Person in der Geschichte von Vlamertinge, die die Ehrenbürgerschaft erhielt)